# Sportovní právo
Jestliže se v České republice řekne pojem sportovní právo, nemůžeme si pod ním představovat plnohodnotné právní odvětví, ale spíše jakési propojení oblasti sportu a oblasti práva. Z oblasti práva zde totiž mluvíme i o dalších právních odvětvích - o právu občanském, trestním, smluvním, právu na ochranu osobnosti a mnoha dalších. Rovněž je nutné si právo ve sportu umístit spíše do evropského a mezinárodního kontextu. Jedná se tedy o jakýsi mix. Nicméně vzhledem k postupnému rozvoji a mezinárodním vlivům se i tento pohled může časem změnit.

## Sportovní právo jako odvětví
Jak již bylo řečeno výše, sportovní právo je velmi specifickou oblastí, ke které přistupují další právní odvětví a spíše než o sportovním právu můžeme mluvit o sporech ze sportu vzniklých, které je třeba řešit z pohledu různých odvětví. Dle C. Woodhouse můžeme mluvit o vztahu sportu a práva, ale nejde sportovní právo stavit na roveň dalším právním odvětvím. Nicméně vzhledem k přibývajícím sporům a vzrůstajícímu zájmu se i právo a sport začínají postupně vyvíjet vlastním směrem, jak si můžeme povšimnout např. na vývoji v USA, kde se už na univerzitách vyučují předměty či dokonce samotné studijní obory (Marquette University) zaměřené pouze na oblast sportovní práva, nebo abychom byli přesnější, oblast práva a sportu. Rovněž je nutné si uvědomit hranici mezi dvěma světy, a to světem právním a světem sportovních organizací, které si do značné míry regulují pro svá jednotlivá odvětví pravidla samy.

## Význam sportovního práva
Profesionální, ale i rekreační sportovci se často dostávají do situací zakládající právní vztahy a velmi často si v nich neví rady. Samozřejmě zde řadíme jednotlivé spory týkající se např. profesionálních hráčů fotbalu a fotbalových klubů, nicméně to je pouze ta nejviditelnější část tohoto odvětví. Je třeba si uvědomit, že se sem řadí i problémy týkající se dopingu, odpovědnosti sportovců při zápase či závodě, vztahy sportovců a jejich partnerů (sponzorů), problematika úrazů a pojištění (což platí i pro rekreační sportovce), podpory sportu jako takového a mnoho dalšího.  Mezi nejvýznamnější rozsudky v České republice patří dva rozsudky Nejvyššího správního soudu, které význačně ovlivnily český profesionální sport, týkaly se fotbalu a hokeje: 2 Afs 16/2011 z 29. 11. 2011 a 2 Afs 22/2012 z 1. 8. 2012, nicméně po novelizaci zákoníku práce z roku 2012 by se dnes na tyto problémy nejspíše nahlíželo jinak.

## Sportovní právo ve světě
Pokud zabrousíme hned k sousedům, a to na Slovensko, zjistíme, že už od roku 2008 mají vlastní zákon o sportu. Evropská komise v roce 2007 vydala Bílou knihu o sportu, ve které mimo jiné uvádí specifika tohoto odvětví, v Evropě již existuje mnoho rozsudků týkající se sportovní práva, nejznámější z nich je nejspíše případ Jean-Marc Bosman (hráč fotbalu, kterému končila v belgickém klubu smlouva, chtěl odejít do Francie), jehož případ dokonce založil rozhodnutím Evropského soudního dvora tzv. Bosmanovo pravidlo. Judikatura Soudu EU je velmi důležité a významná z toho hlediska, že EU nemá pravomoc aktivně vytvářet sportovní politiku, neboť oblast sportu nebyla výslovně upravena v zakládajících smlouvách EU. A právě zde se objevuje otázka, kam až může evropská politika zasahovat při snaze o sladění např. práva hospodářské soutěže či volného pohybu osob.Nejdále je, jak již bylo zmíněno, USA, kde se na univerzitách na sportovní právo přímo zaměřují a také vzniklé spory v oblasti sportu a práva jsou v USA mnohem častější. O sportovním právu také vydávají vědecké časopisy, jako např. Marquette Sports Law Review, Harvard journal of Sports and Entertainment Law, The Sports Lawyers Journal. Během první konference sportovního práva v řeckých Aténách byla v prosinci 1992 založena Mezinárodní asociace sportovního práva, jejímž cílem je rozvoj vědy v této oblasti a spolupráce s dalšími mezinárodními institucemi zabývajícími se stejnou problematikou.

## Sport a legislativa v ČR - současnost
Nejnovější navrhovanou legislativní úpravu ve sportovním světě je novela o podpoře sportu, která vymezuje, co konkrétně bude stát podporovat. Rozprava na toto téma proběhla v srpnu 2014 v Praze. Nicméně návrh novely je stále některými stranami ostře kritizován, a prozatím nebyl schválen, ačkoliv má i své příznivce a podporovatele. Zatím poslední projednání v Parlamentu se konalo v dubnu 2015.